# Portret Jana Kasprowicza (obraz Leona Wyczółkowskiego)
Portret Jana Kasprowicza – obraz olejny Leona Wyczółkowskiego namalowany w 1898, przedstawiający Jana Kasprowicza.
Obraz powstał prawdopodobnie w 1898 w Zakopanem. Obecnie znajduje się w zbiorach Muzeum Narodowego w Krakowie (nr inw. MNK II-b-901), gdzie trafił w 1920 jako dar, prezentowany jest zaś w Muzeum Karola Szymanowskiego w willi „Atma” w Zakopanem. Wymiary dzieła wynoszą – szerokość: 68 cm, wysokość: 59 cm (z ramą – głębokość: 9 cm, wysokość: 74 cm, szerokość: 84 cm). Na obrazie umieszczona jest sygnatura autorska L.Wyczół.
Leon Wyczółkowski przyjeżdżał do Zakopanego od 1896 i malował tam zarówno pejzaże, jak i portrety bywalców miasta. Portret Jana Kasprowicza powstał prawdopodobnie w trakcie prac poety nad tomikiem Ginącemu światu. Kompozycja dzieła stara się oddać ówczesny nastrój poety i charakter jego twórczości – odcienie brązu, czerni i fioletu oraz zamglone szczyty tatrzańskie w tle stwarzają nastrój niepokoju. Obraz jest jednym z nielicznych portretów wykonanych przez Wyczółkowskiego w technice olejnej.

## Udział w wydarzeniach
Obraz był lub jest prezentowany m.in. na poniższych wystawach:
- Leon Wyczółkowski / II edycja, 2003-08-08 – 2003-09-28; Muzeum Historii Miasta Łodzi
- Leon Wyczółkowski / III edycja, 2003-10-06 – 2003-11-30; Agencja KONTAKT
- Młoda Polska. Słowa. Obrazy. Przestrzenie, 2007-09-02 – 2008-01-27; Muzeum Literatury im. Adama Mickiewicza
- Leon Wyczółkowski 1853-1936. W 150. rocznicę urodzin artysty, 2003-12-15 – 2004-02-29; Zamek Książąt Pomorskich w Szczecinie
- Polaków portret własny
- Historia i Polonia, 2009-09-29 – 2009-12-31; Muzeum Narodowe w Kielcach
- Historia i Polonia, 2009-09-29 – 2009-12-31; Muzeum Narodowe w Kielcach